# Pruská armáda

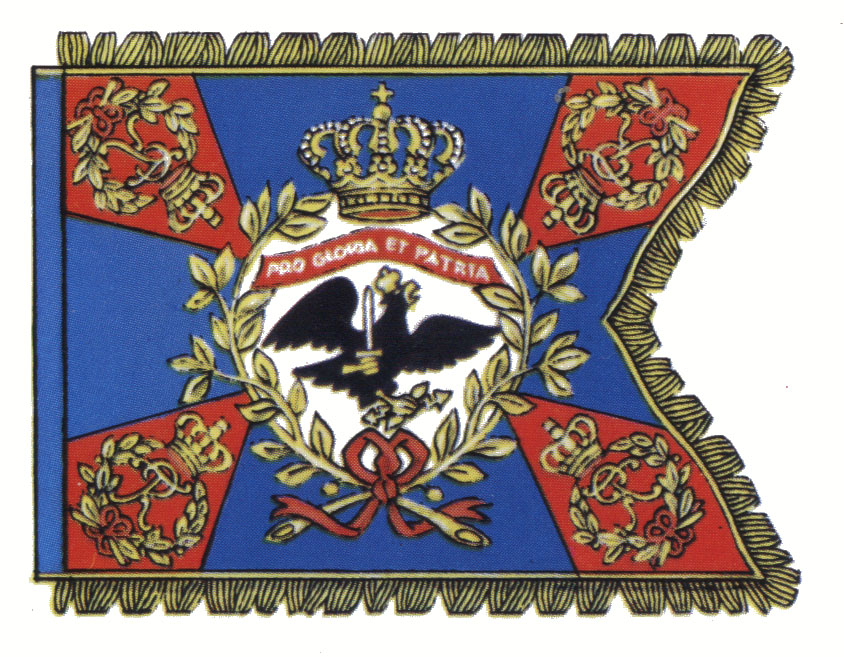
Standarta Pruské armády.

Pruská armáda (německy: Königlich Preußische Armee) byla armáda Pruského království. Mělo důležitý význam pro rozvoj Braniborska-Pruska jako evropské mocnosti.

## Historie

### Vytvoření armády

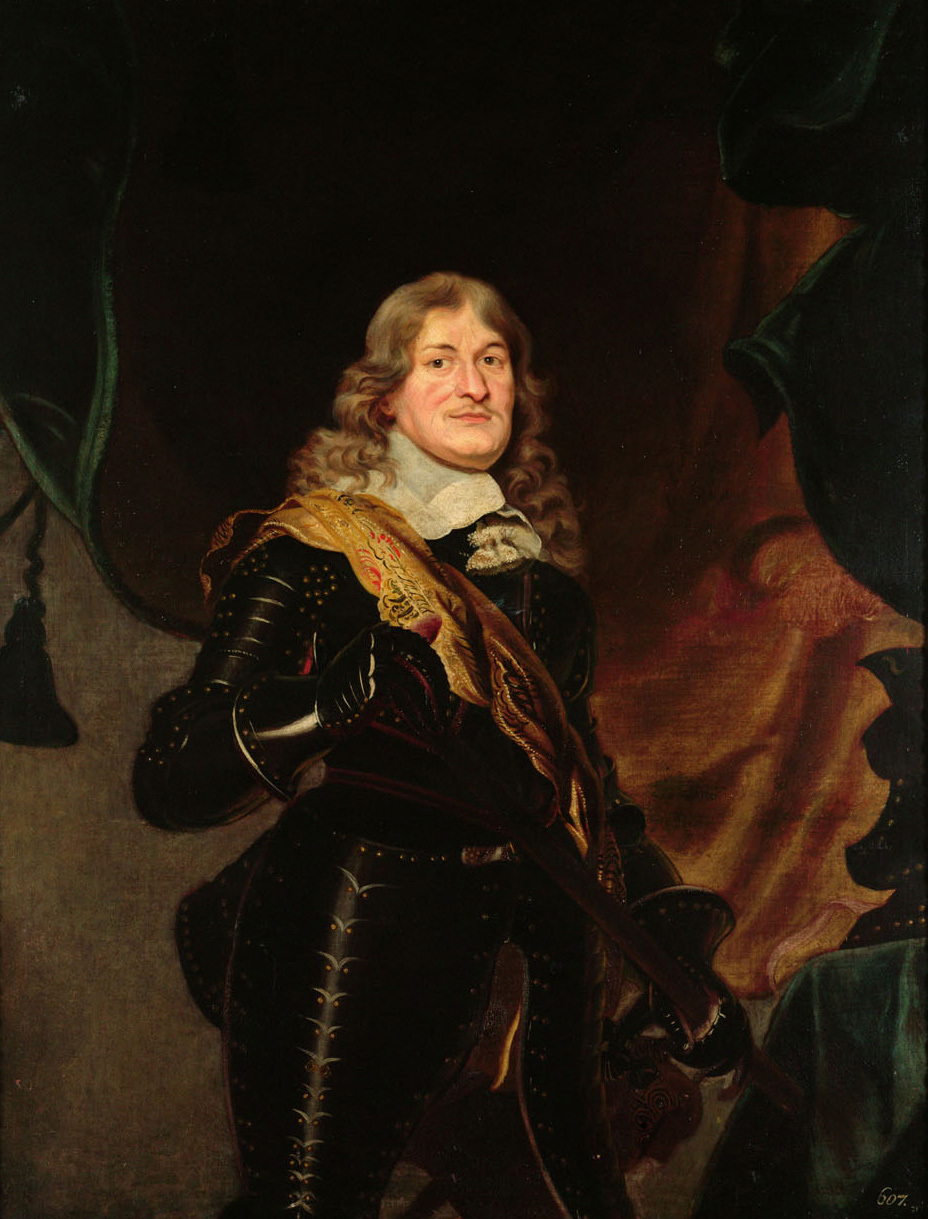
kurfiřt Friedrich Vilém I. Braniborský

Armáda Pruska byla vytvořena během vlády kurfiřta Fridricha Viléma I. Braniborského (1640-1688). Braniborsko-Prusko se během třicetileté války, kdy bylo zpustošeno Braniborsko, spoléhalo na žoldáky Landsknechti. Švédská a jiná vojska obsadila území. Na jaře roku 1644 začal braniborský kurfiřt Friedrich Vilém budovat stálou armádu prostřednictvím branné povinnosti, aby tak mnohem lépe bránil svůj stát. V letech 1643–1644 měla rozvíjející se armáda pouze 5 500 vojáků, včetně 500 mušketýrů v tělesné stráži braniborského kurfiřta. Důvěrník kurfiřta Johann von Norprath rekrutoval síly ve Klévském vévodství a do roku 1646 zorganizoval v Porýní armádu 3 000 nizozemských a německých vojáků. Posádky byly také pomalu rozšiřovány v Braniborsku a v Pruském vévodství. Braniborský kurfiřt hledal pomoc ve Francii, která byla tradičním rivalem habsburského Rakouska. Francie poskytla finanční subvence. Díky rozšíření braniborsko-pruské jeho armády bylo možné dosáhnout značných územních zisků po podepsání Vestfálského míru, přestože samotné Braniborsko nebylo natolik úspěšné. Provinční panství požadovala po kurfiřtovi v době míru zmenšení armády, díky půjčce od šlechty 500.000 Tolaru. Politickou sílu Friedricha Viléma I. stmelila nižší šlechta nazývaná junkeři. Provedl rozsáhlé změny v organizaci svého vojska. Vytvářel regimenty a jmenoval plukovníky, ukládal tvrdé tresty za přestupky - například trestal za rabování oběšením. Založil kadetský ústav pro šlechtice; ačkoli vyšší šlechta nebyla nakloněna, chtěl integrovat šlechtu do důstojnických pozic. Mezi polní maršály Braniborska-Pruska patřili Georg von Derfflinger, Johann Georg II. Anhaltsko-Desavský, Alexandr von Spaen a Otto Christoph von Sparr. Armáda byla organizována v jednotlivých provinciích a kurfiřt je roku 1655 sjednotil pod velením Otty von Sparra.

### Kampaně velkého kurfiřta

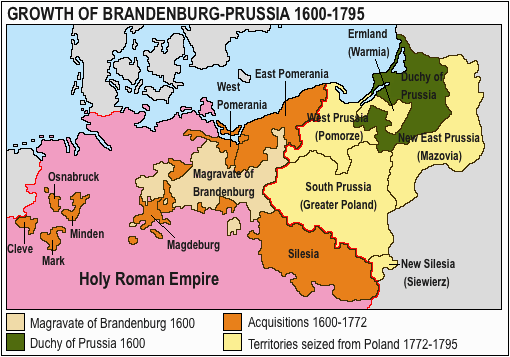
uzemní rozmach Braniborska-Pruska v letech 1600 až 1795

Nová braniborsko-pruská armáda zvítězila v bitvě o Varšavu v roce 1656 během druhé severní války. Pozorovatelé byli ohromeni disciplínou braniborských vojsk a také zacházením s civilisty, které bylo považováno za humánnější než zacházení švédské armády. Úspěch ve válce umožnil Friedrichu Vilémovi převzít svrchovanost nad Pruským vévodstvím podpisem smlouvy z Wehlau 1657 s Polsko-litevskou unií. V roce 1675 obklíčil svými jednotkami armádu švedského generála Waldemara Wrangela a porazil jej v bitvě u Fehrbellinu, toto vítězství mu zajistilo nehynoucí slávu a přezdívku "velký kurfiřt". V roce 1701 se stal jeho syn Friedrich I. prvním pruským králem.

### Voják-král

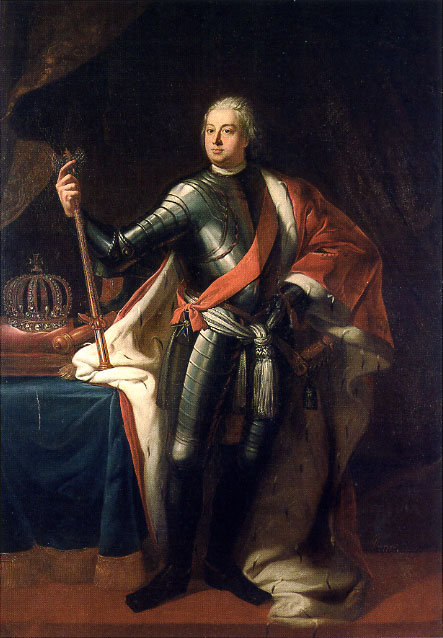
Friedrich Vilém I.

Po Friedrichu I. nastoupil jeho syn Friedrich Vilém I. (1713–1740), „voják-král“ posedlý armádou a dosahující soběstačnosti své země. Branná služba mezi rolníky byla pevněji vymáhána na základě švédského modelu. Friedrich Vilém I. zahájil vojenské inovace ve svém pluku korunního prince během války o španělské dědictví. Jeho přítel Leopold I. Anhaltsko-Desavský, sloužil jako královský seržant, který představil železnou tyč - zvyšující pruskou palebnou sílu a pomalý pochod neboli husí krok. Byla posílena role armádních hudebníků, zejména bubeníků a zpěváků, aby byla použitá hudba ke zvýšení morálky v bitvě. Nový král neúnavně cvičil a cvičil armádu se zaměřením na palebnou rychlost a obratnost svých mušket s křesadlovým zámkem. Změny dodávaly armádě flexibilitu, přesnost a rychlost střelby, která byla pro dané období většinou nepřekonatelná.  Očekávalo se, že každý voják vypálí šestkrát za minutu třikrát rychleji než většina armád. Tresty v armádě byly drakonické, navzdory hrozbě oběšení mnoho rolnických branců dezertovalo. Uniformy a zbraně byly standardizovány. Copánky plucích, které je nosily, měly mít jednotnou délku v rámci pluku. Zmenšil velikost královské stráže Friedricha I. na jediný pluk, kteří byli známy jako Postupimští obři, které financoval samostatně. Jezdectvo byla reorganizováno do 55 eskadron po 150 koní, pěchota se změnila na 50 praporů (25 pluků ) a dělostřelectvo sestávalo ze dvou praporů. Generální válečný komisař odpovědný za armádu a příjmy byl osvobozen od rušení stavů a byl pod přísnou kontrolou úředníků jmenovaných králem. Zápis do důstojnického sboru se omezil na příslušníky šlechty německého původu, rovněž přinutil Junkery pruskou pozemkovou aristokracii sloužit v armádě. Na konci své vlády mělo Prusko čtvrtou největší armádu (80 000 vojáků) v Evropě, ale bylo dvanácté co do počtu 2,5 milionu obyvatel. Armáda byla vydržována s rozpočtem pěti milionů tolarů (celkový státní rozpočet 7 milionů tolarů).

### První slezská válka
Fridrich II. Veliký usiloval o zisk Slezska, které bylo dědictvím Marie Terezie. Válka trvala od 1740 do 1742, uzavřena Vratislavským mírem.

### Druhá slezská válka
1744-1745, ukončena Drážďanským mírem – potvrzen Vratislavský mír.

### Sedmiletá válka

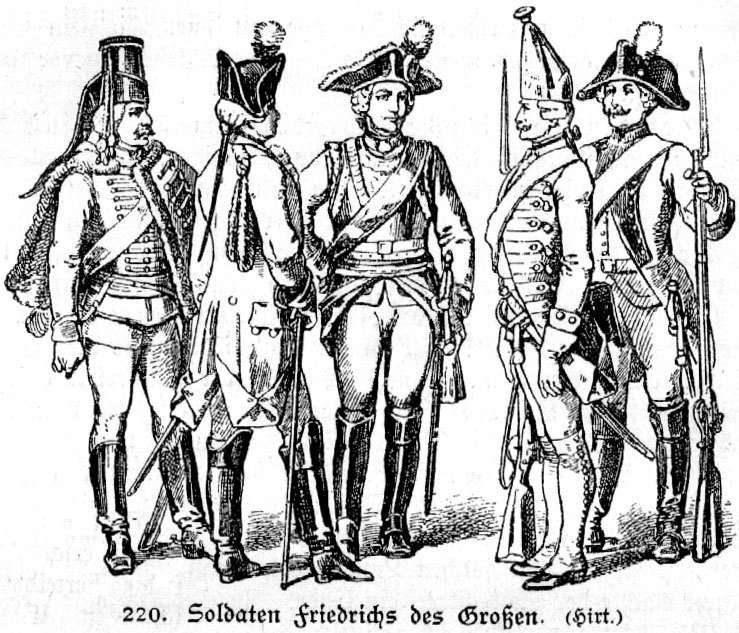
Vojáci armády Fridricha II., zleva: husar, dragoun, kyrysník, granátník a mušketýr

Sedmiletá válka vypukla v roce 1756. Pruský král Fridrich II. Veliký se obával nepřátelské koalice v čele s Rakouskem, kde se Marie Terezie připravovala na válku s Pruskem na získání Slezska, o které přišla v 1. slezské válce. Prusko zaútočilo na Sasko a zemi obsadilo, protože Saská armáda kapitulovala v táboře u Pirny. Roku 1757 vtrhla pruská armáda do Čech a v bitvě u Štěrbohol porazila císařskou armádu vedenou Karlem Lotrinským. Následně pruská armáda okupovala Prahu. Další císařská armáda postupovala pod vedením Leopolda Dauna ku Praze. Fridrich II. Veliký podcenil sílu císařského vojska a utkal se s ním v bitvě u Kolína, tu ovšem Fridrich prohrál a musel vyklidit Prahu a ustoupit z Čech. V listopadu 1757 drtivě zvítězili Prusové vedeni králem Fridrichem II. nad spojenou Říšsko-francouzskou armádou v bitvě u Rossbachu.
Na začátku léta 1758 měla pruská armáda sílu 198 000 vojáků.
Viz Bitva u Lovosic, viz Bitva u Domašova.

### Napoleonské války
Roku 1806 došlo k válce mezi Pruskem a Francií. Prusko se domnívalo, že dokáže snadno porazit francouzskou armádu, jenže francouzská armáda měla modernější strategii. Pruská armáda dál používala lineární taktiku. Sebevědomí Prusů utrpělo hned po bitvě u Saalfeldu, kdy padl populární pruský princ Ludvík Ferdinand. Další pohromou byla bitva u Jeny, kde Napoleon porazil část pruské armády. Ovšem v té době došlo k další bitvě u Auerstädtu, kde francouzský III. sbor porazil pod vedením maršála Davouta pruskou hlavní armádu, u které byl pruský král Fridrich Vilém III. Po bitvě došlo k velkému rozkladu pruské armády.

### Prusko-rakouská válka
Prusko-rakouská válka vypukla v roce 1866. Rakousko muselo bojovat na dvou frontách proti Prusku a Itálii. Proti Prusku nasadilo Rakousko tzv. Severní armádu, které velel polní zbojmistr Ludwig von Benedek. Po boku Rakouska bojovalo Sasko. Prusko nasadilo proti Rakousku tři armády. 1. armádě velel princ Fridrich Karl, 2. armádu vedl korunní princ Fridrich Vilém a tzv. Labskou armádu vedl generál Herwarth von Bittenfeld. Prusové těžili hlavně z moderní výzbroje. Dne 3. července 1866 došlo k bitvě u Sadové (známé také jako Bitva u Hradce Králové), kdy tzv. Labská armáda útočila na rakousko-saské pozice. Po příchodu 2. pruské armády nastal zlom a rakouští vojáci museli vyklidit klíčové pozice. Po porážce u Sadové se část rakouské armády přesunula k Vídni, aby bránila hlavní město.

### Prusko-francouzská válka
Válka začala v roce 1870, vyhlásila ji Francie Prusku. Druhé francouzské císařství procházelo vnitřní krizí a čelní politici se domnívali, že vítězná válka umlčí opozici. Na druhé straně pruský ministerský předseda Bismarck chtěl upevnit pouto mezi jihoněmeckými státy a Pruskem. Domníval se, že společná válka proti Francouzům mu to umožní. Prusko použilo tři armády. 1. armádu vedl generál Karl von Steinmetz, 2. armádu vedl princ Fridrich Karl a 3. armádě velel princ Fridrich Vilém. Pruským náčelníkem generálního štábu byl generál Helmuth von Moltke. Francouzi zaujali obranné postavení. Po průlomu se francouzské armády stáhly. Maršál Bazaine velel Lotrinské armádě, armáda byla obklíčena v pevnosti Mety. Alsaské armádě velel maršál Mac Mahon.